# Serge Proulx
Serge Proulx (nascido em 8 de julho de 1953) é um ex-ciclista canadense. Ele representou o Canadá nos Jogos Olímpicos de Verão de 1976, em Montreal.